# Socket AM3
Socket AM3是AMD推出的CPU插座和處理器管腳陣列，於2009年2月9日發表，取代上一代的Socket AM2+。而採用AM3的CPU有Phenom II、Athlon II、Sempron 100系列以及Opteron 1380系列。

## 技術概覽
Socket AM3為插針陣列封裝，主機板插座有941個接腳，CPU上則只有938支針腳。AM3處理器的管腳直徑是0.45毫米，針腳最小間距為1.27毫米，31行×31列，呈正方形。與Socket AM2/AM2+相比，最大區別是AM3正式支援DDR3 SDRAM，另外還支援HyperTransport 3.0匯流排，運作於2.6GHz時可獲得5.2GT/s資料的吞吐量。
Socket AM3的主機板，由於僅剩的第三方x86主機板晶片組開發商——NVIDIA，於2008年底退出晶片組業務，使得只有AMD一家的晶片組使用。晶片組的佈局仍然是北橋、南橋的佈局，即800系列晶片組。而僅剩的對手英特爾，除了X58/ICH10R晶片組以外，其餘業已轉為單一晶片組（PCH）。
與此前的AMD處理器管腳陣列及插座一樣，「AM3 Processor Functional Data Sheet」（AMD技術文檔號40778）並沒有公開，但是其對應的處理器技術文檔「Family 10h AMD Phenom™ Processor Product Data Sheet」（文檔編號46878）則公開發布，但僅限於Phenom系列處理器的大略功能特性，並沒有提及關於Socket AM3的實質性資料。

### 相容性

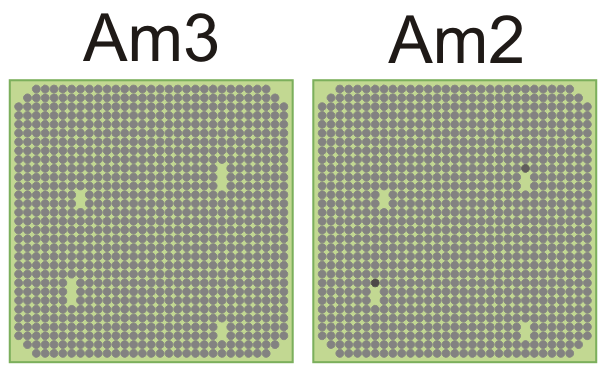
Socket AM3與Socket AM2/AM2+的管腳排列對比，其中深色管腳是有差別的管腳位

Socket AM3的處理器，除了安裝於AM3主機板上，還能向下相容安裝於Socket AM2+上，但匯流排速率會降至HyperTransport 2.0規格，而且需要主機板BIOS識別支援；在Socket AM3+推出以後，也能安裝於AM3+的主機板上。除此以外，支援140W熱設計功耗的Socket AM2主機板，在獲得主機板廠商推出的新版BIOS後，也能安裝Socket AM3的處理器，但AMD並沒有明確說明AM2的主機板能支援AM3的處理器。
AM3 CPU內置的記憶體控制器有兩組，一組能支援DDR3 SDRAM，另一組能支援DDR2 SDRAM，安裝於Socket AM3插座時將啟用內建的DDR3記憶體控制器，停用DDR2記憶體控制器；而安裝於Socket AM2+上時，則開啟DDR2部分而停用DDR3部分。
Socket AM3的插座不相容Socket AM2/AM2+的處理器，即Socket AM2/AM2+管腳陣列的處理器不能安裝於Socket AM3主機板上。AMD在物理層面上做了一些細微但關鍵的改動，使得Socket AM2+處理器上的940支管腳與Socket AM3插座的941個插孔並不完全對應，有管腳沒有對應的插孔。強行將Socket AM2+的處理器插入到Socket AM3上將會損壞處理器的管腳。Tom's Hardware嘗試將一顆Socket AM2+的Phenom處理器上的兩根與Socket AM3插座不對應的管腳移除，儘管移除管腳後的處理器能安裝於AM3插座上，但是這台電腦無法啟動，而這顆被剪斷兩根管腳的處理器，安裝在AM2插座上時則仍能順利啟動，表明這個相容性不僅僅取決於幾根管腳，還有更深層次的變動。Socket AM2+處理器上的內建式記憶體控制器只支援DDR2 SDRAM，不支援DDR3 SDRAM，而AM3的處理器則兩者皆能支援，相信是AM2/AM2+與AM3無法完全相互相容的主要原因之一。而事實上，也有支援DDR2記憶體的Socket AM3主機板出現並發售，不過這些主機板有不少同時載有DDR3記憶體的插槽，而且只能使用DDR2或DDR3其中一種。另外，此前使用於AM2、AM2+處理器的晶片組，更換使用AM3插座以後，同樣可支援AM3的處理器，但匯流排速率仍然只能達到晶片組所能支援的最高規格。

## 使用情況

### 晶片組

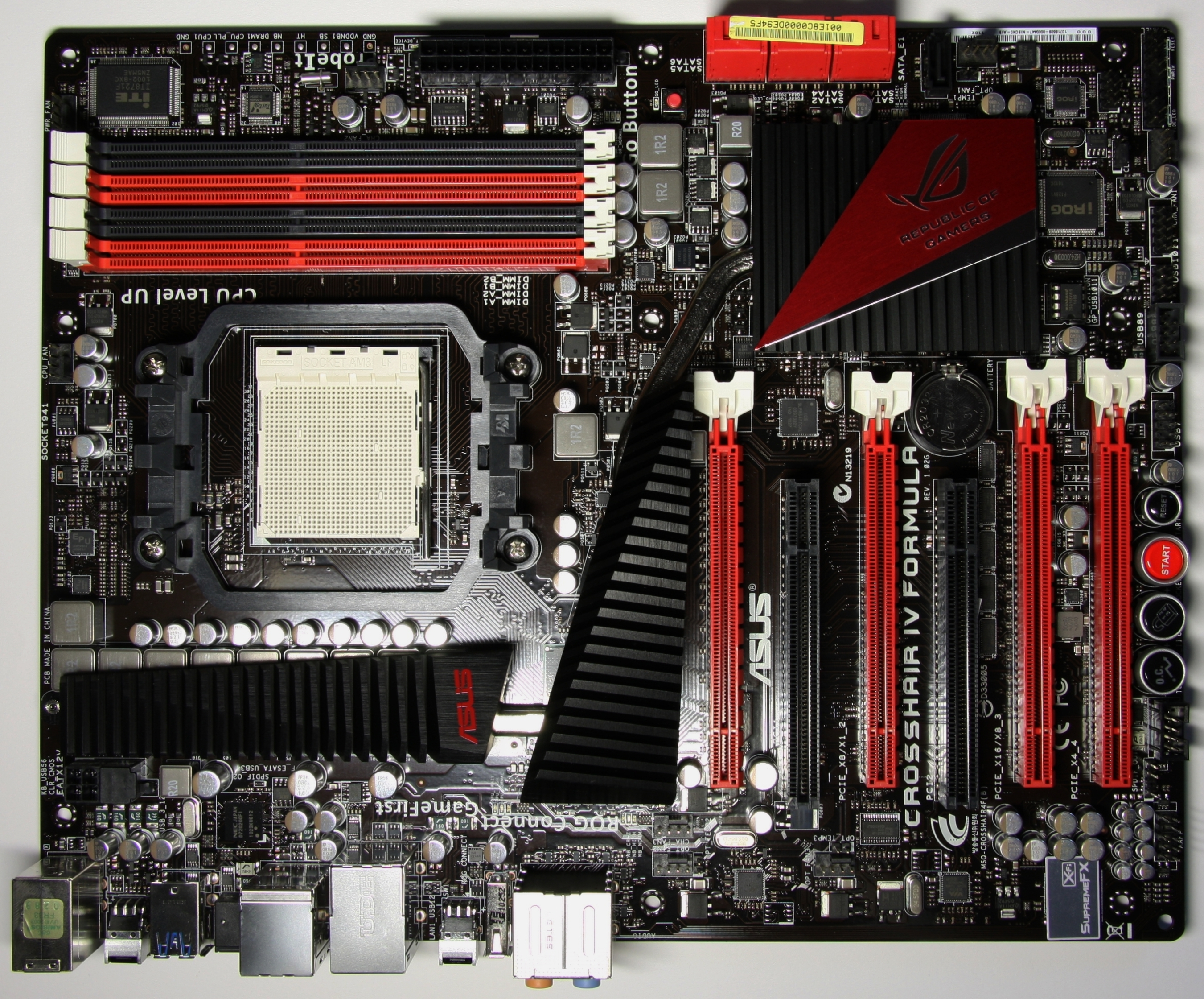
Socket AM3插座的華碩主機板

原生採用Socket AM3插座的主機板晶片組是AMD 800系列晶片組。不過隨後也有使用Socket AM3插座的AMD 700系列晶片組主機板，而這些主機板，早期有的同時載有DDR3和DDR2記憶體的插槽，但同時只能使用一種，而有的則僅能使用DDR3記憶體。

### 處理器

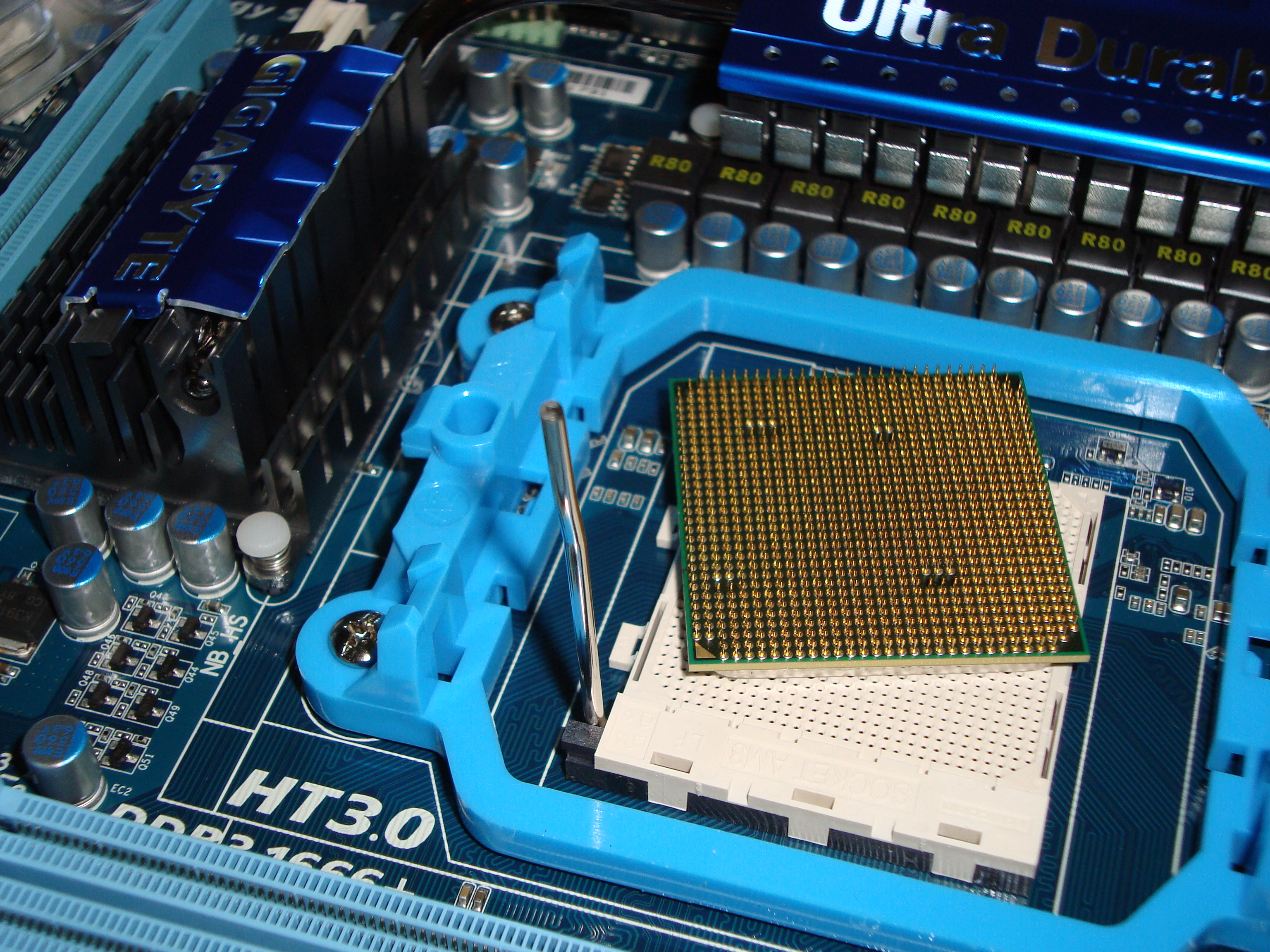
Socket AM3的CPU（Phenom II X3 720）與AM3主機板

最初，使用Socket AM3的處理器，是AMD首先支援DDR3記憶體、45奈米新製程版的Phenom II（920、940除外）以及Opteron 1380系列。隨後基於Phenom II衍生的Athlon II（包括原生雙核心的Athlon II X2 200系列，但不包括Athlon II X4 6x1系列）、Sempron 100系列，也採用Socket AM3。

#### Phenom II系列
- 六核心型號「Thuban」：
  - Phenom II X6 1035T、1045T、1055T、1065T、1075T、1075T BE、1090T BE、1100T BE
- 四核心型號「Zosma」：
  - Phenom II X4 650T、840T、960T、960T BE、970 BE（E0步進版本）
- 四核心型號「Deneb」：
  - Phenom II X4 805、810、820、830、840、850、900e、905e、910、910e、925、945、955、955 BE、965 BE、970 BE（C3步進版本）、975 BE、980 BE、B93、B95、B97、B99
- 三核心型號「Heka」：
  - Phenom II X3 700e、705e、710、715 BE、720、720 BE、740 BE、B73、B75、B79
- 雙核心型號「Callisto」：
  - Phenom II X2 545、550、550 BE、555 BE、560 BE、565 BE、570 BE、B53、B55、B57、B59、B60
- 雙核心型號「Regor」：
  - Phenom II X2 511、521

注：「BE」即為「Black Edition」黑盒版。這些版本的CPU，其倍頻不鎖定。

#### Athlon II系列
- 四核心型號「Propus」：
  - Athlon II X4 600e、605e、610e、615e、620e、620、630、635、640、645、650
- 三核心型號「Rana」：
  - Athlon II X3 400e、405e、415e、420e、425e、425、435、440、445、450、455、460
- 雙核心型號「Regor」：
  - Athlon II X2 250u、260u、270u、210e、215、220、235e、240、240e、245、245e、250e、250、255、260、265、270、280、B22、B24、B26、B28、B30
  - Athlon X2 5000
- 單核心型號「Sargas」：
  - Athlon II 160u、170u

#### Sempron 100系列
- 雙核心型號「Regor」：
  - Sempron 180、190
- 單核心型號「Sargas」：
  - Sempron 130、140、145、150

#### Opteron 1380系列
- 全為4核心型號：Opteron 1381、1385、1389